# Nebis
Der Bibliotheksverbund NEBIS (Netzwerk von Bibliotheken und Informationsstellen in der Schweiz) bestand aus über 140 Bibliotheken und Informationsstellen von Hochschulen und Forschungsanstalten aus allen Sprachregionen der Schweiz. Nebis war Mitglied im Informationsverbund Deutschschweiz (IDS), dem Verbund der Hochschulbibliotheken in der deutschsprachigen Schweiz.
NEBIS wurde am 1. Juli 1987 mit einem Beschluss des Schweizerischen Schulrats gegründet, damals noch unter dem Namen ETHICS.
Im gemeinsamen Online-Katalog waren ca. 7 Millionen Titel nachgewiesen: Bücher, Serien, Zeitschriften und Non-Book-Materialien. Die meisten Dokumente konnten online bestellt werden. Zahlreiche Bibliotheken nahmen am NEBIS-Ausleihverbund teil; dieser ermöglichte den Benutzenden, kostenlos Dokumente aus den Verbundbibliotheken an ihre Heimbibliothek liefern zu lassen.
Die grössten Bibliotheken in diesem Verbund waren die Zentralbibliothek Zürich, die ETH-Bibliothek Zürich, die Bibliothek der EPF Lausanne und die Hauptbibliothek der Universität Zürich; beteiligt war auch das Schweizerische Sozialarchiv in Zürich. Die meisten übrigen Bibliotheken waren Teil der Universität Zürich und der Fachhochschulen aus der ganzen Schweiz.
NEBIS verwendete das Bibliothekssystem Aleph zur Verwaltung der Bibliotheksbestände. Die Suchoberfläche der NEBIS-Recherche basierte auf der Software Primo. Sowohl Aleph als auch Primo sind Produkte der Ex Libris Group.
Der NEBIS-Verbund ist am 31. März 2021 aufgelöst und durch die gesamtschweizerische, neue Plattform swisscovery der Firma SLSP AG abgelöst worden.